# Oregon (Schiff, 1883)
Die Oregon war ein 1883 in Dienst gestellter Ozeandampfer der britischen Reederei Guion Line, der 1884 von der Cunard Line gekauft wurde und im März 1886 nach einer Schiffskollision vor Long Island sank. Die Oregon war eines der schnellsten Schiffe ihrer Zeit und war 1884/85 Inhaberin des begehrten Blauen Bands.

## Das Schiff
Die Oregon wurde 1883 für die Reederei Guion Line mit Sitz in Liverpool gebaut. Sie sollte als Ergänzung der beiden Schiffe Arizona und Alaska im wöchentlichen Passagierservice von Liverpool nach New York dienen. Die Arizona und Alaska waren die einzigen Expressliner der Guion Line, ansonsten wurden nur ältere und wesentlich langsamere Schiffe auf der Route verwendet. Guion bestellte daraufhin bei der Werft John Elder & Company in Govan bei Glasgow die Oregon, die mit den von der Alaska aufgestellten Rekorden mithalten sollte. Wie für Guion üblich, wurde das Schiff nach einem Bundesstaat der Vereinigten Staaten benannt.
Das 7375 BRT große Dampfschiff Oregon war 158,8 Meter lang und 16,5 Meter breit. Der Bau des Schiffs kostete 1.250.000 Pfund Sterling (nach damaligem Geldwert). Die Oregon war ein Zweischornstein-Schiff mit vier Masten und einem aus Tiegelgussstahl hergestellten Einzelpropeller, dessen Blatt einen Durchmesser von 7,3 Metern hatte. Sie hatte fünf Decks. Der Schiffsrumpf war durch neun Schotts in zehn wasserdichte Abteilungen aufgeteilt. Der Dampfer wurde mit einer dreizylindrigen Verbunddampfmaschine mit umgekehrter Dreifachexpansion angetrieben, die von einem Hochdruckzylinder und zwei Niederdruckzylindern flankiert wurden, 12.000 PS leisteten und eine Geschwindigkeit von 18,5 Knoten (34,3 km/h) ermöglichten. Die Maschinen der Alaska leisteten im Vergleich nur 8300 PSi. Der Dampf wurde in neun kohlebefeuerten Doppelender-Kesseln der Marke Fox erzeugt. Der tägliche Kohleverbrauch lag bei 300 Tonnen, was 50 Tonnen mehr war als bei der Alaska und 165 Tonnen mehr als bei der Arizona.
Das Schiff war 6,5 % größer und vier Fuß breiter als die Alaska, hatte aber die gleiche Länge. Auf diese Weise sollte das Vibrationsproblem gelöst werden, das bei der Alaska und der Arizona aufgetreten war. Die Oregon sollte ursprünglich aus Stahl gebaut werden, doch zu dem Zeitpunkt war Stahl sehr teuer und schwer zu beschaffen. Bis dahin war für Dampfschiffe immer Eisen verwendet worden, daher wurde entschieden, auch die Oregon noch auf die bewährte Weise zu bauen. Stahlkonstruktionen setzten sich kurze Zeit später durch. Die Oregon war das letzte Rekorde brechende Eisen-Dampfschiff.
Die Oregon konnte 340 Passagiere der Ersten Klasse, 92 der Zweiten Klasse und 1100 der Dritten Klasse aufnehmen. Der Begriff  Third Class (Dritte Klasse) wurde gegenüber der sonst üblichen Bezeichnung Steerage (Zwischendeck) bevorzugt und die bis dahin weit verbreiteten Schlafsäle für Reisende des Zwischendecks wurden durch separate Kabinen ersetzt. Damit war die Oregon ein sehr fortschrittliches Schiff, das zudem mit elektrischen Lampen der Edison Electric Light Company ausgestattet war. Die komfortablen Kabinen der Ersten Klasse wurden als geräumig, hell und gut belüftet beschrieben. Besondere Beachtung fand der mit Paneelen aus poliertem Satinholz getäfelte große Salon auf dem Oberdeck, der fast 20 Meter lang und 16 Meter breit war. Die Weiß und Gold dekorierte Decke war fast drei Meter hoch und wurde von einem Kuppeldach gekrönt, dessen Spitze sich sieben Meter über dem Fußboden befand. Daneben gab es einen Schreibsalon auf dem Promenadendeck und einen mit spanischem Mahagoniholz getäfelten und mit einem Mosaikfußboden versehenen Rauchsalon. Große Teile des Holzes, das für die Wandtäfelungen benutzt wurde, stammten aus Oregon.

## Dienstzeit
Die Oregon lief am 23. Juni 1883 bei John Elder & Company in Govan vom Stapel und schloss ihre Probefahrten am 18. September 1883 erfolgreich ab. Am 7. Oktober 1883 legte sie in Liverpool unter dem Kommando von Kapitän James Price zu ihrer Jungfernfahrt nach New York ab, wo sie am 14. Oktober eintraf. Am 5. April 1884 gewann das Schiff das Blaue Band, als es die Strecke von New York nach Queenstown in sieben Tagen, zwei Stunden und 18 Minuten bei einer durchschnittlichen Geschwindigkeit von 17,12 Knoten (31,7 km/h) zurücklegte. Auf der Rückfahrt nach New York gewann die Oregon auch das Blaue Band für die schnellste Strecke in westlicher Richtung, als sie den Atlantik in sechs Tagen, zehn Stunden und zehn Minuten bei einer Durchschnittsgeschwindigkeit von 18,56 Knoten (33,3 km/h) überquerte.
1884 geriet die Guion Line wegen nachteiliger Investitionen in finanzielle Engpässe. Als Folge verließ William H. Guion, der Bruder des Reedereigründers Stephen B. Guion, das Unternehmen. Guion konnte die Raten nicht mehr zahlen und gab die Oregon an die Bauwerft zurück. Zur selben Zeit wurden bei John Elder & Company die Umbria und die Etruria für die Cunard Line gebaut, die die Konkurrenz, darunter Guions Oregon, ausstechen sollten. Cunard nutzte die Gelegenheit und kaufte die Oregon für 616.000 Pfund Sterling. Am 10. Mai 1884 legte das Schiff zu seiner letzten Fahrt für Guion und am 7. Juni 1884 zu seiner ersten Fahrt für Cunard ab. Im August 1884 schlug sie ihren eigenen Rekord auf der Fahrt in östlicher Richtung.
Im März 1885 drohte es zwischen Russland und Afghanistan zu Kampfhandlungen zu kommen. Als Folge wurden von der britischen Admiralität 16 Liniendampfer gechartert, um sie zu Hilfskreuzern umzufunktionieren. 13 dieser Schiffe wurden umgerüstet, aber nur zwei, die Oregon und die Moor (Bj. 1881) der Union Line, wurden letztlich von der Royal Navy genutzt. Aufgrund ihrer hohen Geschwindigkeit erwies sich die Oregon als sehr nützlich. Die Royal Navy beschloss daraufhin eine Teilfinanzierung von Passagierdampfern, um diese im Notfall als Hilfskreuzer einsetzen zu können. Am 14. November 1885 war die Oregon zurück im Passagierverkehr.

## Untergang

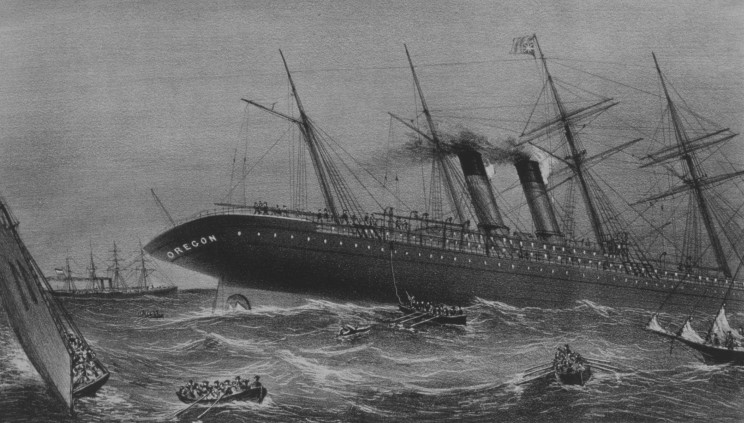
Der Untergang der Oregon (Zeichnung von Currier and Ives, 1886)

Nach der Indienststellung der beiden neuen Blauband-Rekordbrecher Umbria und Etruria in den Jahren 1884 und 1885 wurde die Oregon auf der Strecke von Liverpool nach New York nicht mehr benötigt. Es wurde geplant, sie auf die Route Liverpool–Boston zu verlegen. Am Sonnabend, dem 6. März 1886 um 10 Uhr legte sie in Liverpool unter dem Kommando von Kapitän Philip Cottier zu einer ihrer letzten Überfahrten nach New York ab, nach der sie auf der Boston-Route eingesetzt werden sollte. An Bord waren 186 Passagiere der Ersten, 66 der Zweiten und 395 der Dritten Klasse sowie 205 Besatzungsmitglieder. Am 7. März lief die Oregon Queenstown an und steuerte daraufhin den offenen Atlantik an.
Am Sonntag, dem 14. März 1886 um 4.30 Uhr morgens war die Oregon nur noch 15 Stunden von der Ankunft in New York entfernt, als sie fünf Seemeilen östlich von Fire Island mit einem anderen Schiff kollidierte, das direkt nach dem Zusammenstoß sank. Vermutlich handelte es sich um den hölzernen Schoner Charles H. Morse, der am selben Tag in jenen Gewässern mit allen Männern an Bord verloren ging. Es konnte jedoch nie zweifelsfrei geklärt werden, um welches Schiff es sich tatsächlich handelte. Das Wrack der Charles H. Morse wurde nie gefunden. Passagiere der Oregon erinnerten sich später an die Schreie der Ertrinkenden in der Dunkelheit.
Das Loch, das durch die Kollision in der Seite der Oregon entstand, wurde als groß genug beschrieben, dass eine Kutsche hindurch gepasst hätte. Ein Versuch, das Leck mit einem Lecksegel abzudecken, schlug fehl. Es gab keine Panik; den Passagieren an Bord des sinkenden Schiffs wurde Tee und Kaffee gereicht und sie hatten genug Zeit, sich anzuziehen. Zwei Stunden nach der Kollision befahl Kapitän Cottier das Verlassen des Schiffs, aber in den Rettungsbooten war nur Platz für die Hälfte der Menschen an Bord. Die Besatzung setzte daraufhin Lichtsignale ab, die von dem Schoner Fannie A. Gorham, dem Lotsenboot Phantom und dem Dampfer Fulda des Norddeutschen Lloyds bemerkt wurden. Die Fulda nahmen gegen Mittag am 14. März Passagiere und Besatzung des havarierten Schiffs auf.
Der Zahlmeister konnte noch einen Großteil der Wertsachen aus dem Safe retten. Kapitän Cottier versuchte, sein Schiff bei Fire Island auf Grund zu setzen, aber die Kesselräume liefen zu schnell voll und die Oregon sank acht Stunden nach der Kollision mit dem Bug voran auf der Position 40° 31′ N, 72° 50′ W. Noch einige Zeit danach ragten ihre Mastspitzen aus dem Wasser. Cunard ließ Taucher das Wrack begutachten, um zu prüfen, ob sich eine Bergung lohnen würde. Die Schiffshülle war jedoch beim Aufprall auf dem Meeresboden zu schwer beschädigt worden.
Die Kosten, die der Verlust mit sich brachte, beliefen sich nach damaligem Geldwert auf insgesamt 3.166.000 Pfund Sterling, darunter 1.250.000 £ für das Schiff, 1.000.000 £ für Versicherungen und Post, 700.000 £ für die Ladung und 216.000 £ für das Gepäck der Passagiere. Die Decks der Oregon sind inzwischen kollabiert, aber die Maschinerie erstreckt sich immer noch etwa 12 Meter über dem Meeresboden. Der Bug, der wahrscheinlich während des Zusammenstoßes oder während des Untergangs abgetrennt wurde, liegt auf seiner Steuerbordseite. Der Rest des Rumpfs liegt auf ebenem Kiel mit leichter Schlagseite nach Steuerbord. Das Wrack liegt in 38/39 Metern Tiefe.